# Uleiorchis
Uleiorchis é um género botânico pertencente à família das orquídeas (Orchidaceae). Foi proposto por Hoehne, publicado em Arquivos de Botânica do Estado de São Paulo 1: 129, em 1944. É tipificado pela Uleiorchis cogniauxiana Hoehne, que é um sinônimo da Uleiorchis ulei (Cogn.) Handro, originalmente publicada por Cogniaux como Wullschlaegelia ulei. O nome do gênero é uma homenagem ao botânico Ernesto Ule que descobriu esta espécie, ao qual se acrescentou a palavra grega orchis, no caso orquídea.

## Distribuição
O gênero é composto por apenas duas espécies de ervas terrestres, geralmente saprófitas, que vegetam em matéria orgânica em decomposição nas matas úmidas. Uma espécie é originária das florestas de Santa Catarina, a outra da Venezuela.

## Descrição
As espécies deste gênero caracterizam-se por possuírem um longo tubérculo, acima do qual brotam finas raízes fasciculadas; e pálido caule sem folhas de aspecto delgadíssimo e anêmico, em regra medindo até vinte centímetros de altura quando florido.
As flores brotam de racemos terminais, pouco numerosas, algo espaçadas, pequenas, com sépalas quase totalmente concrescidas, formando uma peça tubiforme em formato de sino que termina em cinco pontas triangulares abertas, com uma fenda na face ventral, por onde sai o labelo. Este é livre, articulado ao pé da coluna, unguiculado, carnoso. A coluna é espessa, com duas pontas laterais à sua grande antera terminal.
O gênero é em tudo muito semelhante a Wullschlaegelia, do qual se distingue pela presença do tubérculo radicular, sobre o qual brotam as raízes, como por suas flores muito maiores, de sépalas quase inteiramente concrescidas.

## Espécies
1. Uleiorchis liesneri Carnevali & I.Ramírez, Novon 3: 105 (1993).
2. Uleiorchis ulei (Cogn.) Handro, Arq. Bot. Estado São Paulo, n.s., f.m., 3: 175 (1958).